# صورت‌گرایی پسانیوتنی پارامتری
صورت‌گرایی پسانیوتنی (به انگلیسی: post-Newtonian formalism) ابزاری محاسباتی است که معادلات (غیرخطی) گرانش اینشتین را بر حسب پایین‌ترین مرتبه مشتقات از قانون جهانی گرانش نیوتن بیان می‌کند. بدین طریق می‌توان تقریبی از معادلات اینشتین را برای میدانهای ضعیف به دست آورد. برای افزایش دقت می‌توان عبارتهای مرتبه بالاتررا افزود اما در مورد میدانهای قوی ترجیح برآن است که معادلات کامل با روش‌های عددی حل شوند. برخی از این تقریبهای پسانیوتنی بسط‌هایی از یک پارامتر کوچک هستند، که برابر با نسبت سرعت ماده تشکیل دهنده میدان گرانش به سرعت نور می‌باشد. در این مورد بهتر است آن را سرعت گرانش بنامیم.
صورت‌گرایی پسا-نیوتنی پارامتری (به انگلیسی: Parameterized post-Newtonian formalism) یا به اختصار صورت‌گرایی پی‌پی‌ان (به انگلیسی: PPN formalism)، نیز نسخه‌ای از این روش فرمولبندی است که صریحاً جزئیات پارامترهایی را بیان می‌کند که در آن‌ها نظریه گرانش نسبیت عام با گرانش نیوتنی تفاوت دارند. از این روش به عنوان ابزاری برای مقایسه گرانش اینشتینی و نیوتنی در محدوده میدان‌های ضعیف ایجاد شده توسط اجسام در حال حرکت با سرعت‌های کند نسبت به سرعت نور، استفاده می‌شود. به‌طور کلی صورت گرایی پی پی ان را می‌توان در مورد همه نظریه‌های متریکی گرانش که در همه آن‌ها اجسام از اصل هم‌ارزی اینشتین پیروی می‌کنند، به کار برد. در صورت گرایی پی پی ان، سرعت نور ثابت است و همچنین پنداشته می‌شود که تانسور متریک همواره متقارن است.

## تاریخچه
نخستین پارامتری‌سازی‌های صورت‌گرایی پست‌نیوتنی توسط آرتور استنلی ادینگتون در سال ۱۹۲۲ انجام شد. این پارامترها تنها با میدان گرانش خلأ در اطراف یک جسم کروی منزوی سر و کار داشتند. دکتر کن نوردوت(۱۹۶۸و۱۹۶۹) آن را گسترش داد تا شامل هفت پارامتر باشد.

## نمادگذاری بتا-دلتا
ده پارامتر پسا-نیوتنی به‌طور کامل رفتار میدان ضعیف نظریه را مشخص می‌نمایند. صورت گرایی ابزار با ارزشی در آزمونهای نسبیت عام بوده‌است. در نمادگذاریهای (Will (1971), Ni (1972 و(Misner et al. (1973 مقادیر زیر موجود است.
| {\displaystyle \gamma }     | چه میزان خمش در فضازمان {\displaystyle g_{ij}} با یک واحد جرم سکون ایجاد می‌شود؟                          |
| {\displaystyle \beta }      | چه میزان غیرخطی بودن درقانون برهم نهی برای گرانش {\displaystyle g_{00}} وجود دارد؟                       |
| {\displaystyle \beta _{1}}  | یک واحد انرژی جنبشی {\displaystyle \textstyle {\frac {1}{2}}\rho _{0}v^{2}} چه اندازه گرانش تولید می‌کند؟ |
| {\displaystyle \beta _{2}}  | یک واحد انرژی پتانسیل گرانشی {\displaystyle \rho _{0}/U} چه اندازه گرانش تولید می‌کند؟                    |
| {\displaystyle \beta _{3}}  | یک واحد انرژی داخلی {\displaystyle \rho _{0}\Pi } چه اندازه گرانش تولید می‌کند؟                           |
| {\displaystyle \beta _{4}}  | یک واحد فشار {\displaystyle p} چه اندازه گرانش تولید می‌کند؟                                              |
| {\displaystyle \zeta }      | تفاوت بین انرژی جنبشی شعاعی و عرضی در گرانش                                                              |
| {\displaystyle \eta }       | تفاوت بین تنش شعاعی و عرضی در گرانش                                                                      |
| {\displaystyle \Delta _{1}} | یک واحد تکانه {\displaystyle \rho _{0}v} چه اندازه کشش چارچوبهای لخت {\displaystyle g_{0j}} ایجاد می‌کند؟ |
| {\displaystyle \Delta _{2}} | تفاوت بین تکانه شعاعی و عرضی در کشش چارچوبهای لخت                                                        |

{\displaystyle g_{\mu \nu }} تانسور متریک متقارن ۴ در ۴ و نمایه‌های {\displaystyle i} و {\displaystyle j} که از ۱ تا ۳ تغییر می‌کنند.
در نظریه اینشتین مقادیر این پارامترها به گونه‌ای انتخاب می‌شوند که: (۱) با قانون گرانش نیوتن در حد سرعت‌ها و وقتی جرم به صفر میل می‌کند سازگار باشد، (۲) پایستگی جرم، انرژی، تکانه و تکانه زاویه‌ای حفظ شود، و (۳) معادلات از چارچوب مرجع استقلال پیدا کنند. در این نمادگذاری، نسبیت عام دارای پارامترهای پی پی ان {\displaystyle \gamma =\beta =\beta _{1}=\beta _{2}=\beta _{3}=\beta _{4}=\Delta _{1}=\Delta _{2}=1} و {\displaystyle \zeta =\eta =0} است.

## نمادگذاری آلفا-زتا
در نمادگذاری جدیدتر (Will & Nordtvedt (1972 و (Will (1981, 1993, 2006 از مجموعه متفاوتی از ده پارامتر پی پی ان استفاده شده‌است.
{\displaystyle \gamma =\gamma }
{\displaystyle \beta =\beta }
{\displaystyle \alpha _{1}=7\Delta _{1}+\Delta _{2}-4\gamma -4}
{\displaystyle \alpha _{2}=\Delta _{2}+\zeta -1}
{\displaystyle \alpha _{3}=4\beta _{1}-2\gamma -2-\zeta }
{\displaystyle \zeta _{1}=\zeta }
{\displaystyle \zeta _{2}=2\beta +2\beta _{2}-3\gamma -1}
{\displaystyle \zeta _{3}=\beta _{3}-1}
{\displaystyle \zeta _{4}=\beta _{4}-\gamma }
{\displaystyle \xi } از          {\displaystyle 3\eta =12\beta -3\gamma -9+10\xi -3\alpha _{1}+2\alpha _{2}-2\zeta _{1}-\zeta _{2}}  محاسبه می‌شود.
مفهوم این پارامترها این است که {\displaystyle \alpha _{1}}، {\displaystyle \alpha _{2}} و {\displaystyle \alpha _{3}} اندازه تأثیرات چارچوب برتر را اندازه می‌گیرند.{\displaystyle \zeta _{1}}، {\displaystyle \zeta _{2}}، {\displaystyle \zeta _{3}}، {\displaystyle \zeta _{4}} و {\displaystyle \alpha _{3}} شکست پایستگی انرژی، تکانه و تکانه زاویه‌ای را اندازه‌گیری می‌کنند.
در این نمادگذاری پارامترهای پی پی ان نسبیت عام عبارتند از:
{\displaystyle \gamma =\beta =1} and {\displaystyle \alpha _{1}=\alpha _{2}=\alpha _{3}=\zeta _{1}=\zeta _{2}=\zeta _{3}=\zeta _{4}=\xi =0}
رابطه ریاضی بین متریک، پتانسیل‌های متریک و پارامترهای پی پی ان برای این نمادگذاری به قرار زیر است:
{\displaystyle {\begin{matrix}g_{00}=-1+2U-2\beta U^{2}-2\xi \Phi _{W}+(2\gamma +2+\alpha _{3}+\zeta _{1}-2\xi )\Phi _{1}+2(3\gamma -2\beta +1+\zeta _{2}+\xi )\Phi _{2}\\\ +2(1+\zeta _{3})\Phi _{3}+2(3\gamma +3\zeta _{4}-2\xi )\Phi _{4}-(\zeta _{1}-2\xi )A-(\alpha _{1}-\alpha _{2}-\alpha _{3})w^{2}U\\\ -\alpha _{2}w^{i}w^{j}U_{ij}+(2\alpha _{3}-\alpha _{1})w^{i}V_{i}+O(\epsilon ^{3})\end{matrix}}}
{\displaystyle g_{0i}=-\textstyle {\frac {1}{2}}(4\gamma +3+\alpha _{1}-\alpha _{2}+\zeta _{1}-2\xi )V_{i}-\textstyle {\frac {1}{2}}(1+\alpha _{2}-\zeta _{1}+2\xi )W_{i}-\textstyle {\frac {1}{2}}(\alpha _{1}-2\alpha _{2})w^{i}U-\alpha _{2}w^{j}U_{ij}+O(\epsilon ^{\frac {5}{2}})\;}
{\displaystyle g_{ij}=(1+2\gamma U)\delta _{ij}+O(\epsilon ^{2})\;}
که در آن نمایه‌های تکرار شده جمع زده شده‌اند. {\displaystyle \epsilon } در مرتبه پتانسیل‌هایی چون {\displaystyle U}، مجذور بزرگی سرعت‌های مختصاتی ماده و غیره، می‌باشد. {\displaystyle w^{i}} بردار سرعت دستگاه مختصات پی پی ان نسبت به میانگین چارچوب سکون جهان است.{\displaystyle w^{2}=w^{i}w^{j}\delta _{ij}} مربع بزرگی این سرعت است. {\displaystyle \delta _{ij}=1} اگر و تنها اگر {\displaystyle i=j}، در غیر این صورت  {\displaystyle 0} خواهد بود.
ده پتانسیل متریکی وجود دارد، {\displaystyle U}، {\displaystyle U_{ij}}، {\displaystyle \Phi _{W}}، {\displaystyle A}، {\displaystyle \Phi _{1}}، {\displaystyle \Phi _{2}}، {\displaystyle \Phi _{3}}، {\displaystyle \Phi _{4}}، {\displaystyle V_{i}} و {\displaystyle W_{i}}. یکی به ازای هر پارامتر تا وجود پاسخ یکتا را تضمین کنند. دستگاه‌های معادلات خطی ده معادله-ده مجهول با معکوس کردن یک ماتریس ۱۰x۱۰ حل می‌شود. این پتانسیل‌های متریکی به شکلهایی مانند زیر هستند:
{\displaystyle U=\int {\rho _{0} \over |\mathbf {x} -\mathbf {x} '|}d^{3}x'}
که به سادگی روش دیگری برای نوشتن پتانسیل گرانشی نیوتنی است.
سیاهه کاملی از پتانسیل‌های متریکی در (Misner et al. (1973 و (Will (1981, 1993, 2006 و بسیاری جاهای دیگر می‌توان یافت.

## دقت در آزمونهای تجربی
کران‌های پارامترهای پی پی ان (Will (2006
| پارامتر                     | کران                                          | اثرها                                                         | آزمایش                             |
| --------------------------- | --------------------------------------------- | ------------------------------------------------------------- | ---------------------------------- |
| {\displaystyle \gamma -1}   | {\displaystyle 2.3} x {\displaystyle 10^{-5}} | تأخیر زمانی، شکست نور                                         | ردیابی کاسینی                      |
| {\displaystyle \beta -1}    | {\displaystyle 3} x {\displaystyle 10^{-3}}   | جابجایی حضیض خورشیدی                                          | جابجایی حضیض خورشیدی               |
| {\displaystyle \beta -1}    | {\displaystyle 2.3} x {\displaystyle 10^{-4}} | اثر توردوت با فرض {\displaystyle \eta _{N}=4\beta -\gamma -3} | اثر نوردوت                         |
| {\displaystyle \xi }        | {\displaystyle 0.001}                         | حرکات کشندی زمین                                              | داده‌های گرانی سنج                  |
| {\displaystyle \alpha _{1}} | {\displaystyle 10^{-4}}                       | قطبش مدار                                                     | آزمایش محدوده بندی لیزری قمری      |
| {\displaystyle \alpha _{2}} | {\displaystyle 4} x {\displaystyle 10^{-7}}   | حرکت تقدیمی اسپین                                             | هماهنگی محور خورشید با دائرةالبروج |
| {\displaystyle \alpha _{3}} | {\displaystyle 4} x {\displaystyle 10^{-20}}  | خود-شتاب                                                      | آمار اسپین-پایین تپ اختر           |
| {\displaystyle \eta _{N}}   | {\displaystyle 9} x {\displaystyle 10^{-4}}   | اثر نوردوت                                                    | محدوده بندی لیزری قمری             |
| {\displaystyle \zeta _{1}}  | {\displaystyle 0.02}                          | -                                                             | کران‌های پی پی ان ترکیب شده         |
| {\displaystyle \zeta _{2}}  | {\displaystyle 4} x {\displaystyle 10^{-5}}†  | شتاب تپ اختر دوتایی                                           | پی‌اس‌آر بی۱۹۱۳+۱۶                   |
| {\displaystyle \zeta _{3}}  | {\displaystyle 10^{-8}}                       | قانون سوم نیوتن                                               | شتاب قمری                          |
| {\displaystyle \zeta _{4}}  | {\displaystyle 0.006}‡                        | -                                                             | آزمایش کروزر                       |

† Will, C.M. , Is momentum conserved? A test in the binary system PSR 1913 + 16, Astrophysical Journal, Part 2 - Letters, vol. 393, no. 2, July 10, 1992, p. L59-L61.
‡ بر پایه {\displaystyle 6\zeta _{4}=3\alpha _{3}+2\zeta _{1}-3\zeta _{3}} از Will (1976, 2006). از لحاظ نظری ممکن است که یک نظریه گرانشی جایگزین از این کران بگذرد، که در آن صورت {\displaystyle |\zeta _{4}|<0.4} از (Ni (1972.